# فرودگاه ژانگجیاکو
فرودگاه ژانگجیاکو (به انگلیسی: Zhangjiakou Airport) یک فرودگاه نظامی و همگانی است . این فرودگاه در کشور چین قرار دارد .

## شرکت‌های هواپیمایی و مقصدهای پروازی
| شرکت‌های هواپیمایی      | مقصدهای پروازی                                        |
| ---------------------- | ----------------------------------------------------- |
| Air Guilin             | گایلین لیانگ‌جیانگ، شیاژونگ ژنگدینگ                    |
| هواپیمایی شرقی چین     | شانگهای پودنگ                                         |
| China Express Airlines | کینهوانگدو بیدایهه، شی‌آن شیان‌یانگ                     |
| هاینان ایرلاینز        | هایکو میلان، شیاژونگ ژنگدینگ                          |
| هبئی ایرلاینز          | شیاژونگ ژنگدینگ، زیامن گائوچی                         |
| رویلی ایرلاینز         | چنگدو شوانگلیو، هاربین تایپینگ                        |
| اسپرینگ ایرلاینز       | شانگهای هونگچیائو، شانگهای پودنگ، شنینگ تخین، شنژن بن |